# 卡尔泰阿
卡尔泰阿，是西班牙安达卢西亚自治区韦尔瓦省的一个市镇。总面积225平方公里，总人口13511人（2001年），人口密度60人/平方公里。